# Fodboldpositioner
Fodboldpositioner er de positioner der findes i boldspillet fodbold. Disse positioner er med til at definere den opstilling træneren vælger til en given kamp. Blandt de mest brugt opstillinger findes 4-4-2 (fire forsvarspillere, fire midtbanespillere og to angriber) og 4-3-3 (fire forsvarsspillere, tre midtbanespillere og tre angribere). Når opstillingen navngives, nævnes målmandens position ikke, da denne som den eneste er givet på forhånd.

## Målmand
For alternative betydninger, se Målmand (flertydig).
I forbindelse med fodbold, repræsenterer målmanden den sidste linje af forsvaret mellem modstanderen angreb og sit eget holds mål. Den typiske rolle for målmanden er at forsvare sit holds mål og forhindre modstanderen i at score et mål. Målmanden er den eneste spiller som må røre bolden med sine hænder eller arme i åbent spil (dog kun i sit eget straffesparksfelt). Hvert hold påkræves at have en målmand i marken hele tiden under kampen. Hvis en målmand bliver nødt til at forlade banen på grund af en skade eller bliver sendt ud, skal en anden spiller overtage positionen. Dette er også tilfældet såfremt holdet ikke har flere reservemålmænd tilgængelige og/eller de har brugt alle deres udskiftninger.

## Forsvarsspiller
I forbindelse med fodbold, er en forsvarsspiller en markspiller, hvis primære rolle er at erobre bolden eller forhindre modstanderen i at score. Forsvarspilleren er derfor som regel mest defensivt orienteret – dog er wingbacken en udtagelse herfra, da denne også har mange offensive pligter. 
Der er flere forskellige typer forsvarsspiller, mest sete er dog central forsvarsspiller, sweeper, back og wingback. 

### Central forsvarsspiller
Den centrale forsvarsspiller har til opgave at forhindre modstanderen i at score og gerne helt holde dem fra afslutninger. Spillerens udgangsposition er centralt på banen foran eget felt, foran målmanden og en eventuel sweeper, men bagved både midtbane og angriber. 

### Sweeper
Sweeperen har samme opgave som den centrale forsvarsspiller. Spillerens udgangsposition er dog placeret bagved de centrale forsvarsspillere, men foran målmanden. Sweeperen fungerer som oprydningsmand for de eventuelle bolde der kommer forbi forsvarskæden. I moderne fodbold ser man ofte målmanden agere sweeper når bolden er længere fremme på banen.

### Libero
En sweeper med offensive pligter kaldes en libero

### Back
Backen har typisk til opgave at dække af for modstanderens fløjspillere og samtidig forhindre modstanderen i at afslutte og score. Spillerens udgangsposition er foran eget felt i enten højre eller venstre side, alt efter om det er højreback eller venstreback. 
Ordet betyder på engelsk "tilbage" og anvendes ud fra opfattelsen af, at en back var bagerste mand. Denne betydning har i visse sportsgrene, som eksempelvis amerikansk fodbold helt mistet sin mening, da spillerne med denne betegnelse i stedet primært har offensive opgaver.

### Wing-back
Wing-backen har typisk til opgave at forhindre modstanderens fløjspillere i at lave indlæg og i det hele taget forhindre dem i at få bolden ind i straffesparkfeltet. Det er stort set det samme som backen, dog er wing-backens plads lidt mere offensiv, hvilket gør at denne oftere er med i både det opbyggende spil og det deciderede offensive spil på modstanderens banehalvdel. 

### Half back
Halfback, (af eng., half- + back) er en defensiv midtbanespiller på et fodboldhold. En halfback spiller i den mellemste række (mellem forward- og backrækken).
Half back var populært i den den sene del af 1800-tallet og den første halvdel af 1900-tallet.

## Midtbane
Midtbanespiller er et udtryk som generelt bruges i forbindelse med fodbold. Midtbanespilleren spiller som navnet siger midt på banen, foran forsvaret og bag angrebet.
Der findes flere varianter af midtbanespillere, bl.a. defensiv midtbanespiller og offensiv midtbanespiller. Derudover kan en fløjspiller også betragtes som en midtbanespiller, såvel som en angriber.
Den defensive midtbanespiller er som navnet antyder defensivt indstillet, og hjælper forsvarsspillerne med at forsvare. En sådan spiller fungerer også ofte som et led i det opbyggende spil og som spilfordeler. Spillerens position er som regel foran forsvaret, og lidt bag den øvrige midtbane.
Den offensive midtbanespiller hjælper til i angrebet og ligger generelt lidt længere fremme på banen end de øvrige midtbanespillere, men stadig bag angriberne. Disse spillere er ofte meget kreative og idérige.

## Angriber
Angriber eller forward er en betegnelse inden for fodbold, der beskriver de spillere, som er tættest placeret på modstanderens mål og derfor oftest har rollen som målscorere.
I moderne holdformationer er der for det meste inkluderet fra én til tre angribere (to er det mest almindelige antal). Træneren placerer typisk en angriber ved den sidste af modstanderens forsvarsspillere, mens en anden er placeret længere tilbage, så denne både lægger op til målene og scorer selv.

## Nummererede postioner
I gamle dage var trøjenummeret og positionen gerne sammenfaldende, og udskiftningsbænken forsatte den numeriske orden.
i moderne tider med fodboldstjerne, er trøjenumre blevet mere unikke, men især nummer 9 og 10 bruges til stadig af store angrebsstjerner, svarende til den position de spiller.
Den nummererede betegnelse kan variere efter hvilket spilsystem et hold stiller op i. 
- 1'eren: Målmanden
- 2'eren: Back (Wing-Back) venstre/højre
- 3'eren: Back (Wing-Back) højre/venstre
- 4'eren: Central forsvarsspiller (bagerste, evt som Swepper)
- 5'eren: Central forsvarsspiller (forreste, evt som Libero)
- 6'eren: Defensive midtbanespiller
- 7'eren: Kantspiller (Wing,  centralt eller offensivt) venstre/højre
- 8'eren: Central midtbanespiller
- 9'eren: Angriber (Forward)
- 10'eren: Offensive midtbanespiller (Playmaker/Angriber)
- 11'eren: Kantspiller(Wing, centralt eller offensivt) højre/venstre